# Joerg Hasford
Joerg Christian Hasford (geboren am 9. Oktober 1950 in München; gestorben am 10. Juni 2021) war ein deutscher Arzt, Biometriker und Epidemiologe. Er war bis zu seiner Emeritierung Professor am Institut für medizinische Informationsverarbeitung, Biometrie und Epidemiologie (IBE) der Ludwig-Maximilians-Universität München. Nach ihm benannt ist der Hasford-Score, ein prognostischer Score für die chronische myeloische Leukämie.

## Leben
Joerg Hasford studierte an der Freien Universität Berlin und der Ludwig-Maximilians-Universität München. Er schloss sein Studium 1979 ab und promovierte im Jahr 1980 zum Dr. med. an der Freien Universität Berlin. Von 1979 bis 1990 war er am Biometrischen Zentrum für Therapiestudien beschäftigt, einem nicht auf Gewinn ausgerichteten Forschungsinstitut in München. Dabei bekleidete er von 1984 bis 1990 die Position eines wissenschaftlichen Direktors. Joerg Hasford habilitierte sich 1989 in den Fächern Medizinische Biometrie und Epidemiologie an der Ludwig Maximilians-Universität in München, wo er im Jahr 1994 auch zum ordentlichen Professor ernannt wurde. Hasford war zwischen 1995 und 2000 Mitherausgeber der Zeitschrift Controlled Clinical Trials sowie zwischen 2008 und 2015 Herausgeber für Europa von Pharmacoepidemiology and Drug Safety.
Er war Gründungsmitglied der Gesellschaft für Arzneimittelanwendungsforschung und Arzneimittelepidemiologie und der International Society of Pharmacovigilance. Bis zu seinem Tod war er Vorsitzender der Ethikkommission der bayerischen Landesärztekammer, Vorstandsvorsitzender des Arbeitskreises Medizinischer Ethik-Kommissionen und Mitglied der Expertengruppe Klinische Studien der Europäischen Kommission.

## Wirken
Joerg Hasford hatte vielseitige Forschungsinteressen. Er war sehr aktiv im Bereich der Prognoseforschung und veröffentlichte insbesondere verschiedene validierte Scores auf dem Gebiet der chronischen myeloischen Leukämie und der Lymphome. Im Rahmen der Leukämieforschung ist sein Name insbesondere mit dem Hasford-Score verbunden, einem prognostischen Score für Patienten mit chronischer myeloischer Leukämie. Seit 1983 war Hasford als verantwortlicher Biostatistiker für die deutsche CML-Studiengruppe tätig, insbesondere bei der Durchführung von klinischen Studien und Registern. Er zählte zudem zu den aktivsten Teilnehmern des European LeukemiaNet.
Daneben beschäftigte er sich intensiv mit der Pharmakoepidemiologie. Seine Forschungsschwerpunkte waren dabei die Pharmakovigilanz, insbesondere bei schwangeren Frauen, Abrechnungsdaten von Krankenkassen, die Einhaltung von (therapeutischen) Richtlinien und ihrer Beständigkeit über die Zeit. Er war einer der ersten Biostatistiker, die sich im Hinblick auf die pharmakometrischen Konsequenzen der Zuverlässigkeit von Registern zu Medikamentengaben und ihrer Dosierung widmeten.
Joerg Hasford war Mitglied des European Network of Centres for Pharmacoepidemiology and Pharmacovigilance (ENCePP), welches von der Europäischen Arzneimittel-Agentur (EMA) koordiniert wird. Ferner arbeitete er in wichtigen nationalen Beratungsgremien mit. Er war langjähriges Mitglied des wissenschaftlichen Beirats für den Risikostrukturausgleich der deutschen Krankenversicherer und Mitglied verschiedener Arzneimittel-Kommissionen des Bundesministeriums für Gesundheit.

## Auszeichnungen
- Hasford und Koautoren erhielten 2000 den Paul-Martini-Preis für die Entwicklung und Validierung eines neuen prognostischen Scores für Patienten mit chronischer myeloischer Leukämie.[7]
- Hasford und Kollegen erhielten 2003 den Felix-Burda-Preis für Medizinische Prävention.[8]
- Hasford wurde 2008 Mitglied der Society for Clinical Trials.[3]

## Veröffentlichungen
- Joerg Hasford war Autor von über 220 Medline-gelisteten Publikationen